# José da Moldávia
José Muşat (em romeno:  Iosif Mușat; séc. XIV, ? - 1415, Principado da Moldávia), de ascendência romena, foi o primeiro metropolita canônico da Moldávia (1401-1415). Era da família Mușat (Bogdan), um parente próximo de Petru Muşat e Alexandru cel Bun.

## Biografia
Na sua juventude ingressou no mosteiro de Neamţ. Então, ordenado sacerdote, tornou-se abade de Neamţ. Por proposta do príncipe Petru Muşat, foi consagrado bispo de Cetatea Alba pelo metropolita da Galícia, Antônio (1370-1391). Mas ele não ficou ali muito tempo, e foi nomeado Metropolita da Moldávia sem consultar o Patriarcado de Constantinopla. O patriarca Antônio IV de Constantinopla se recusou a reconhecê-lo. José, então, se retirou de sua cátedra para o monastério Neamţ e depois em Bistriţa. Mais tarde, estabeleceu-se em "um mosteiro, em Boiştea, perto de Târgu Neamţ, onde ficava a cela do bispo José e onde há freiras". A partir daí o metropolita governou a Igreja da Moldávia, ensinou e defendeu a Fé ortodoxa contra o proselitismo católico romano.
Em 26 de julho de 1401, com iniciativa do príncipe Alexandre I Musat, o metropolita José foi reconhecido, canonicamente, pelo patriarca Mateus I de Constantinopla, como primaz da Metrópole da Moldávia. Por quase 15 anos conduziu a comunidade em paz, organizando os assuntos espirituais e governando a Igreja Ortodoxa na Moldávia.
A sua primeira preocupação foi aconselhar Alexandre, o Bom, seu sobrinho, a trazer de Cetatea Alba para Suceava as relíquias do Santo Mártir João, o Novo, como protetor da pátria e consolação dos fiéis. Então, o próprio metropolita foi com grandes procissões, padres e muitas pessoas, lideradas pelo próprio voivoda, para encontrar as relíquias sagradas abaixo de Iasi, no lugar chamado "Poiana Vladicai" e colocá-las com grande honra na igreja Mirăuţilor da capital da Moldávia.
Também nestes anos o metropolita José renovou quase inteiramente a fundação de seus pais no mosteiro de Neamţ, a quem dedicou o ícone milagroso da Mãe de Deus, que ele havia recebido como um presente de Bizâncio. Também aconselhou seu senhor a reconstruir dois mosteiros, Bistrita (1402) e Moldovita, como um lugar de oração e descanso eterno. Em 7 de janeiro de 1407 o metropolita José uniu os dois mosteiros da voivodia, Neamţ e Bistrita, e nomeou seu discípulo, o arquimandrita domiciano, como abade, "de modo que esses mosteiros fossem inseparáveis um do outro, porque ambos pertencem ao meu bispado". Também a seu pedido, o abade domiciano escreveu o famoso Pomelnic do Mosteiro de Bistrita, que se conserva até hoje, e recebeu de presente o ícone de Santa Ana de Manuel Paleólogo.
Em 1415, atingindo uma idade avançada, o metropolita José faleceu, sendo sepultado no mosteiro de Bistrita, na parte sul do nártex, onde o seu túmulo foi descoberto em 1975, após as obras de restauração da igreja.